# Матиссе, Эдит Соледад
Эдит Соледад Матиссе (исп. Edith Soledad Matthysse; 6 августа 1980; Рафаэла, Аргентина) — аргентинская профессиональная спортсменка-боксёр. Чемпионка мира в полулёгком весе по версиям WBA (2013—2016) и WBC (2015—2016).

## Профессиональная карьера
Дебютировала на ринге 18 мая 2007 года, одержав победу по очкам.

### Чемпионский бой сЯсмин Ривас
4 февраля 2012 года Матиссе впервые вышла на бой за мировой титул. Её соперницей стала чемпионка мира в легчайшем весе по версии IBF мексиканка Ясмин Ривас. Ривас одержала победу по очкам.

### Чемпионский бой сОглейдис Суарес
13 декабря 2013 года встретилась с чемпионкой мира в полулёгком весе по версии WBA Оглейдис Суарес из Венесуэлы. Одержала победу по очкам и завоевала титул. Счёт судей: 97/93, 99/91, 100/90.

### Чемпионский бой сМарселой Акуной
23 августа 2014 года встретилась с чемпионкой мира во 2-м легчайшем весе по версии WBO своей соотечественницей Марселой Акуной. Действующая чемпионка одержала победу единогласным решением.

### Объединительный бой сХеленой Мрденович
1 августа 2015 года встретилась с чемпионкой мира в полулёгком весе по версии WBC канадкой Хеленой Мрденович. Эдит выиграла по очкам и объединила титулы.

### Второй бой сХеленой Мрденович
11 марта 2016 года Матиссе и Мрденович встретились во второй раз. На этот раз, победу одержала канадская спортсменка. Счёт судей: 97-92 и 96-93 (дважды).

### Чемпионский бой сЕвой Бродницкой
4 октября 2019 года встретилась с чемпионкой мира во 2-м полулёгком весе по версии WBO не имеющей поражений полькой Евой Бродницкой. Проиграла по очкам.

### Чемпионский бой с Алисией Баумгарднер
16 апреля 2022 года встретилась с чемпионкой мира во 2-м полулёгком весе по версии WBC американкой Алисией Баумгарднер. Проиграла по очкам.

## Семья
У Эдит есть два брата, оба профессиональные боксёры.
Лукас Матиссе — бывший временный чемпион мира WBC в 1-м полусреднем весе. Вальтер Матиссе — бывший претендент на титул чемпиона мира IBF в полусреднем весе.